# کیپ تورن
کیپ استیون تورن (به انگلیسی: Kip Stephen Thorne) (زاده ۱ ژوئن ۱۹۴۰) فیزیکدان سرشناس آمریکایی است.
تخصص تورن در زمینه اخترفیزیک و فیزیک گرانش است.
او که دوست و همکار دیرینه استیون هاوکینگ و کارل سیگان بود، تا سال ۲۰۰۹ استاد فیزیک نظری ریچارد پی فاینمن در مؤسسه فناوری کالیفرنیا (Caltech) بود و یکی از کارشناسان برجسته جهان در زمینه مفاهیم اخترفیزیکی است. نظریه نسبیت عام اینشتین. او همچنان به تحقیقات علمی و مشاوره علمی، به ویژه برای فیلم کریستوفر نولان بین ستاره‌ای، ادامه می‌دهد.
وی دانش‌آموخته دانشگاه پرینستون و مؤسسه فناوری کالیفرنیا بوده، و امروزه استاد همان مؤسسه فناوری کالیفرنیا است. استاد راهنمای وی در زمان تحصیل جان ویلر بود. وی به همراه بری بریش نیمی از جایزه نوبل فیزیک سال ۲۰۱۷ را برای آشکارسازی خیزابه‌های گرانشی و آشکارساز لایگو برد. برنده نیمی دیگر از جایزه نوبل فیزیک ۲۰۱۷ در همین زمینه راینر وایس می‌باشد.

## زندگی‌نامه
تورن در ۱ ژوئن ۱۹۴۰ در لوگان، یوتا متولد شد. پدرش، دی وین تورن (۱۹۰۸–۱۹۷۹)، استاد شیمی خاک در دانشگاه ایالتی یوتا بود. و مادرش آلیسون اقتصاددان و اولین زنی بود که دکترای اقتصاد را از کالج ایالتی آیووا دریافت کرد. در محیطی آکادمیک بزرگ شد و از چهار خواهر و برادرش دو نفر نیز استاد شدند. والدین تورن از اعضای کلیسای عیسی مسیح مقدسین آخرالزمان (کلیسای LDS) بودند و تورن را در ایمان LDS بزرگ کردند. اگرچه، او اکنون خود را ملحد توصیف می‌کند. تورن در مورد دیدگاه خود در مورد علم و دین اظهار داشته است: «تعداد زیادی از بهترین همکاران من هستند که کاملاً عابد هستند و به خدا اعتقاد دارند… هیچ ناسازگاری اساسی‌ای بین علم و دین وجود ندارد. من اتفاقی به خدا اعتقاد ندارم.»